# (471210) 2010 VW11
(471210) 2010 VW11, também escrito como (471210) 2010 VW11, é um objeto transnetuniano que está localizado no disco disperso, uma região do Sistema Solar. Ele possui uma magnitude absoluta de 5,4 e tem um diâmetro estimado de cerca de 366 km. O astrônomo Mike Brown lista este corpo celeste em sua página na internet como um candidato a possível planeta anão.

## Descoberta
(471210) 2010 VW11 foi descoberto no dia 3 de novembro de 2010 pelos astrônomos D. L. Rabinowitz, M. Schwamb e S. Tourtellotte.

## Órbita
A órbita de (471210) 2010 VW11 tem uma excentricidade de 0,278 e possui um semieixo maior de 50,621 UA. O seu periélio leva o mesmo a uma distância de 36,565 UA em relação ao Sol e seu afélio a 64,676 UA.